# Spårtrafik

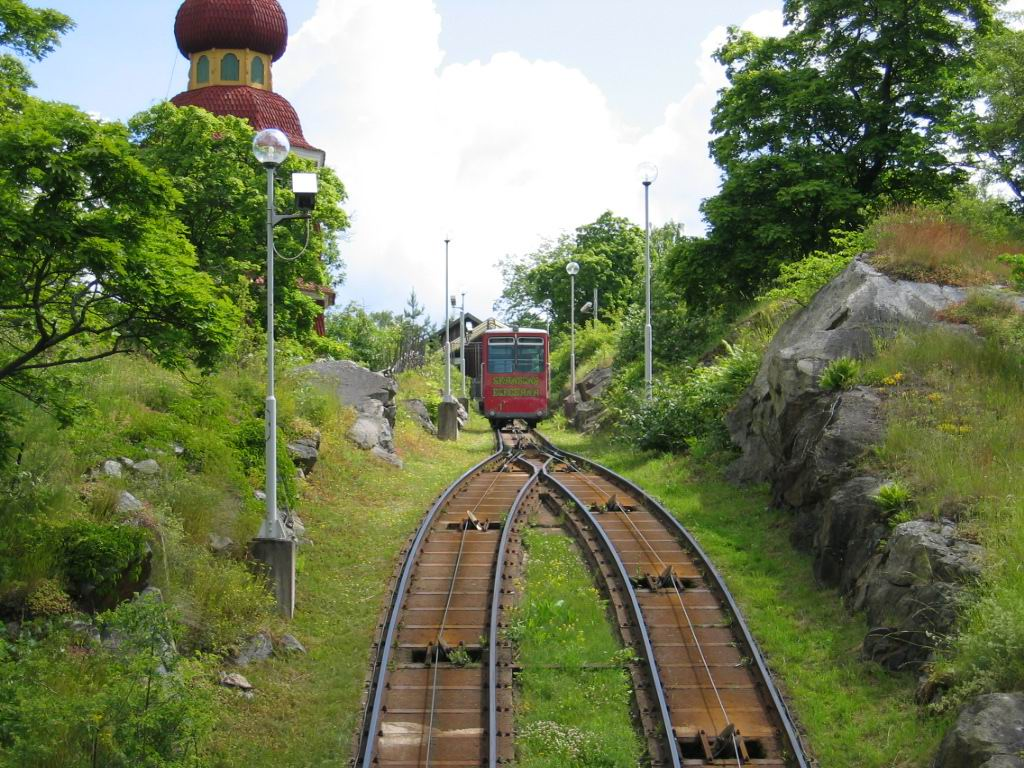
Skansens bergbana.

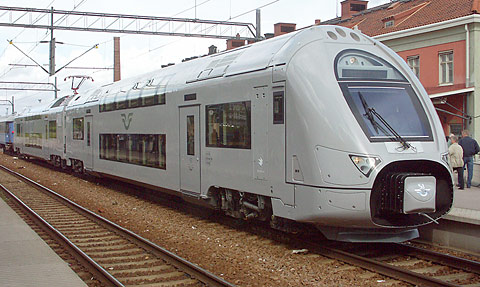
Ett persontåg. Detta är normal spårtrafik. Just detta tåg är ett tvåvåningståg.

Spårtrafik är en allmän term för all trafik med spårfordon, på järnvägsspår eller andra trafikspår. Några exempel på spårtrafik är järnväg, spårväg, light rail, tunnelbana, spårtaxi, monorail, maglev och bergbana.